# فيرنون دامر
فيرنون فرديناند دامر، الأب (10 مارس 1908-10 يناير 1966) قائد في حركة الحقوق المدنية، ورئيس فرع مقاطعة فورست من الجمعية الوطنية للنهوض بالملونين في هاتيسبورغ، ميسيسيبي. قُتل على يد الفرسان البيض من كو كلوكس كلان لعمله على تجنيد الأمريكيين الأفارقة للتصويت.

## حركة الحقوق المدنية
أثناء حركة الحقوق المدنية، خدم دامر فترتين باعتباره رئيسًا لفرع مقاطعة فورست التابع للجمعية الوطنية للنهوض بالملونين وقاد حملات تسجيل الناخبين في الستينيات من القرن العشرين. قالت زوجته إيلي: «لقد كان رجلًا مسيحيًا تقدميًا جيدًا. لم يكن ناشطًا لدودًا أو خسيسًا في الحقوق المدنية، لأنه رأى الخير في اللون الأبيض كما رآه في اللون الأسود». وبصفته رئيسًا لفرع مقاطعة فورست في الجمعية، طلب شخصيًا من لجنة التنسيق الطلابية اللاعنفية إرسال عمال للمساعدة في جهود تسجيل الناخبين التي يبذلها الأمريكيون من أصل أفريقي في هاتيسبورغ، ميسيسيبي. أرسلت لجنة التنسيق عاملين، كورتيس هايز وهوليس واتكينز، إلى هاتيسبورغ. كلفه استدعاء لجنة التنسيق للمساعدة في الجهود التي تبذلها الجمعية في النهاية رئاسته للجمعية الوطنية للنهوض بالملونين.
في عام 1949 كان دامر بصدد إعداد بطاقة تسجيله الجديدة عندما رفض لوثر كوكس محاولاته لإعادة التسجيل. وكان لوثر كوكس هو الشخص المسؤول في السلطة عن الناخبين المسجلين في مقاطعة فورست، وكان من البيض العنصريين. مُنع الأشخاص السود من التسجيل إذا وفقط إذا أجابوا عن سؤال كوكس «كم عدد الفقاعات الموجودة في قطعة الصابون؟» في عام 1950 رفع خمسة عشر من زعماء المجتمع الأسود في مقاطعة فورست، من بينهم دامر، دعوى قضائية ضد كوكس بسبب إدارته لقوانين التصويت؛ بأمر قضائي أولي. بعد اثني عشر عامًا، في مارس 1962 كان الأمر القضائي الأولي قيد النظر من قبل المحكمة. وقد أدلى دامر بشهادته في المحكمة ضد لوثر كوكس وساعدت شهادته في إثبات نمط التمييز في المقاطعة.
في الخمسينيات من القرن العشرين أسس دامر ومدغار إيفرز فرعًا شبابيًا من الجمعية الوطنية للنهوض بالملونين في هاتيسبورغ. لم يستمر فرع الطلاب أكثر من عام. استمر دامر في دعمه للجنة التنسيق في جميع أحوال حركة الحقوق المدنية. سرعان ما أصبحت مزرعة دامر منزلًا بعيدًا عن الوطن لمتطوعي لجنة التنسيق. استخدمت المزرعة أيضًا في مشاريع التسجيل وساعدت في توظيف متطوعي اللجنة. عمل دامر أيضًا بشكل وثيق مع التحالف من أجل انتخابات حرة وشفافة ومع وزارة الدلتا.
احتفظ دامر بدفتر تسجيل الناخبين في متجر البقالة الخاص به في أواخر عام 1965 لتسهيل تسجيل السود. أصدر دامر أيضًا إعلانًا للخدمة العامة عبر الإذاعة قال فيه إنه سيساعد السكان الأمريكيين من أصل أفريقي على دفع ضريبة الاقتراع مقابل حقهم في التصويت إذا لم يتمكنوا من القيام بذلك بأنفسهم. كان شعاره، «إذا لم تصوت، فانت غير موجود»، وهذه الكلمات، التي كررها وهو على فراش الموت، نُقشت على ضريحه.

## التقدير والتكريم
بعد وفاة دامر، سُمي شارع وحديقة في هاتيسبورغ تيمنًا به. في 26 يوليو 1986 كُرس نصب تذكاري أيضًا في الحديقة.
في عام 1992 انتخِبت أرملة دامر، إيلي، مفوضة انتخابية للمقاطعة 2 في مقاطعة فورست. لأكثر من عقد، عملت في هذا المنصب، بدعم من السكان البيض والسود، في نفس المنطقة التي قُتل فيها زوجها بسبب دفاعه عن حقوق التصويت.
في 8 يناير 2016 كرمت الهيئة التشريعية لولاية ميسيسيبي زعيم الحقوق المدنية من خلال اعتبار يوم 10 يناير يومًا لفيرنون دامر. وأقيم حفل تأبين شمل أرملة دامر وعائلته في هاتيسبورغ في الذكرى السنوية الخمسين لوفاته. حاليًا ما تزال عائلته تحضر إلى كنيسة شادي غروف المعمدانية وهي نشطة للغاية في المجتمع.
في يناير من عام 2020 شُيد تمثال برونزي لإحياء ذكرى دامر أمام محكمة مقاطعة فورست.